# Shire (flod)
 For alternative betydninger, se Shire. (Se også artikler, som begynder med Shire)
Shire en flod i det sydlige Malawi og centrale Mozambique. Shire er Malawis vigtigste flod og er 402 km lang. Floden løber fra den sydlige ende af Malawisøen og løber ud i Zambezi i Mozambique. En dæmning ved Liwonde regulerer vandstanden fra Malawisøen. Et rigt dyreliv som elefanter, flodheste, krokodiller og antiloper er afhængig af planter som vokser på flodbredderne.
14°25′00″S 35°14′00″Ø / 14.4167°S 35.2333°Ø